# Prenantia cheilostoma
Prenantia cheilostoma är en mossdjursart som först beskrevs av Manzoni 1869.  Prenantia cheilostoma ingår i släktet Prenantia och familjen Smittinidae. Inga underarter finns listade i Catalogue of Life.